# Résolution 1506 du Conseil de sécurité des Nations unies
Membres permanents
- Chine
- États-Unis
- France
- Royaume-Uni
- Russie

Membres non permanents
- Allemagne
- Angola
- Bulgarie
- Chili
- Cameroun
- Espagne
- Guinée
- Mexique
- Pakistan
- Syrie

Résolution no 1505 Résolution no 1507
La résolution 1506 du Conseil de sécurité des Nations unies, adoptée le 12 septembre 2003, après avoir rappelé les résolutions 731 (1992), 748 (1992), 883 (1993) et 1192 (1998) concernant la destruction du vol 103 Pan Am au-dessus de Lockerbie (Écosse) en 1988 et du vol 772 UTA au Niger en 1989. Le Conseil lève le régime de sanctions imposé à la Libye après que le pays n'ait pas coopéré aux enquêtes sur la destruction des avions. 
Le Conseil de sécurité a salué les mesures prises par le gouvernement libyen pour se conformer aux résolutions du Conseil de sécurité concernant l'acceptation de la responsabilité des responsables libyens, les indemnisations, le renoncement au terrorisme et un engagement à répondre aux nouvelles demandes d'informations. Agissant en vertu du chapitre VII de la Charte des Nations unies, le Conseil a levé les interdictions - interdiction des ventes militaires, des communications aériennes et de certains équipements pétroliers - imposées dans des résolutions antérieures concernant la Libye et dissous le Comité créé pour surveiller les sanctions.
La résolution, proposée par la Bulgarie et le Royaume-Uni, s’est conclue par la suppression de la question des affaires dont le Conseil a été saisi. Elle a été adoptée par 13 voix pour et deux abstentions avec la France et les États-Unis, qui ont exprimé des réserves quant à la volonté de la Libye de donner suite à ses engagements. La radio d'Etat libyenne a salué le mouvement comme une « victoire ».